# Ophiomorus maranjabensis
Espèce
Ophiomorus maranjabensis est une espèce de sauriens de la famille des Scincidae.

## Répartition
Cette espèce est endémique du Centre de l'Iran.

## Étymologie
Son nom d'espèce, composé de maranjab et du suffixe latin -ensis, « qui vit dans, qui habite », lui a été donné en référence au lieu de sa découverte : Maranjab.

## Publication originale
- Kazemi, Farhadi Qomi, Kami & Anderson, 2011 : A new species of Ophiomorus (Squamata: Scincidae) from Maranjab Desert, Isfahan Province, Iran, with a revised key to the genus. Amphibian and Reptile Conservation, vol. 5, no 1, p. 23-33 (texte intégral).